# Hippolyte de Barrau
Pour les articles homonymes, voir Barrau.
Hippolyte Justin de Barrau, né le 23 mars 1794 à Rodez et mort le 4 octobre 1863 à Carcenac, est un saint-cyrien, garde du corps du roi Louis XVIII, officier, puis fondateur en 1831 de La Gazette du Rouergue. En 1836 il propose la création d'une société savante, la Société des lettres, sciences et arts de l'Aveyron, dont il sera le premier président. De 1853 à 1855 il exerce les fonctions de secrétaire général de la préfecture de l'Aveyron. Il est également historien, généalogiste, mémorialiste, naturaliste.

## Famille
Hippolyte de Barrau naît le 23 mars 1794 à Rodez en pleine tourmente révolutionnaire, le château de sa famille à Carcenac a été pillé et incendié en 1793 par un détachement révolutionnaire venu du Lot. Il est le second d'une famille qui comptera neuf enfants. À l'époque de sa naissance son père est emprisonné à Rodez et sa mère est aux arrêts dans cette même ville. Après la Révolution française ses parents reconstruiront la demeure familiale de Carcenac où il passera les années de sa jeunesse mais aussi à Rodez.

## L'armée
Hippolyte de Barrau s'oriente d'abord vers la carrière des armes. Depuis son ancêtre Firmin de Barrau, qui avait servi avec le ban et arrière-ban de la noblesse du Rouergue au temps de Louis XIV, plusieurs membres de sa famille avaient choisi cette voie. Son père avait été garde du corps du roi Louis XVI. Trois de ses frères serviront également les armes.
Il est admis à l'école spéciale militaire de Saint-Cyr en novembre 1812. Christian Paulin rapporte : « À Saint-Cyr, la vie des futurs officiers n'est ni sucre ni miel, forte tête ou plutôt homme de caractère, Hippolyte est cassé par deux fois, menacé de conseil de guerre pour « propos pessimistes » tenus au lendemain de la retraite de Russie. ». En 1814 il est nommé garde du corps du roi Louis XVIII (compagnie écossaise comme son frère Victor de Barrau et leur père Pierre de Barrau avant la Révolution française), puis lieutenant au 17e régiment de chasseurs à cheval en 1815. Il se bat en duel et il est mis aux arrêts. Il dit ne pas aimer la discipline et les assujettissements liés à la vie militaire. Retiré du service en 1820, il est rappelé au 2e régiment de carabiniers en 1826 et quitte définitivement l'armée en 1829 (en réalité il est mis à la retraite d'office selon ses Mémoires).

## Opinions politiques
Dans son ouvrage consacré à l'affaire Fualdès, Philippe Méraux écrit qu'« Hippolyte de Barrau faisait partie des chevaliers de la Foi (Ordre catholique, royaliste et secret) attroupés au château de La Goudalie » dans la nuit du 16 au 17 février 1814 avec pour objectif d'envahir Rodez afin de provoquer un soulèvement à partir du Rouergue, cela dans le but de faire reconnaître comme roi le comte de Provence, frère de Louis XVI. Ce projet avorta, et certains pensent que c'est la cause de l'assassinat en 1817 du procureur Antoine Bernardin Fualdès.
Il est le rédacteur de La Gazette du Rouergue, éphémère journal d'opinion légitimiste, paru sous la monarchie de Juillet de 1831 à 1836.

## À la préfecture de l'Aveyron

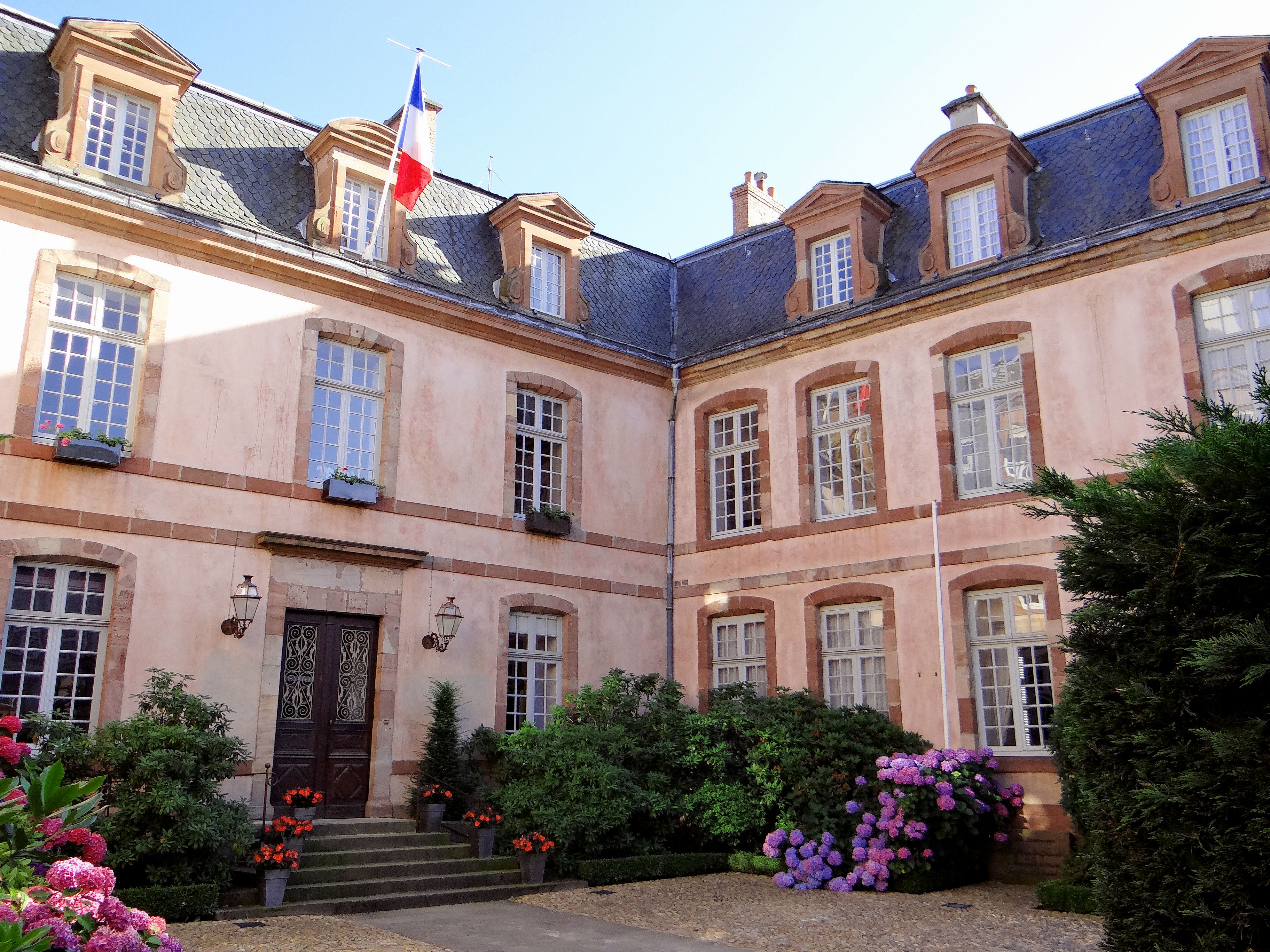
L'hôtel de préfecture à Rodez.

Il est d'abord nommé conseiller de préfecture en 1849,, puis, sous le Second Empire il est secrétaire général de la préfecture de l'Aveyron du 14 août 1853 jusqu'à sa révocation le 4 mars 1855,.
Dans l'Annuaire de l'institut des provinces, des sociétés savantes et des congrès scientifiques, M. de Gibrac écrit ceci sur Hippolyte de Barrau : « L'Aveyron gardera longtemps le souvenir de ses services et de la courageuse énergie qu'il montra lors de l'invasion de la préfecture en décembre 1851. Connaissant à fond les affaires du département, il fut le conseil et l'ami de plusieurs préfets distingués et jouissait au plus haut point de la considération publique, lorsqu'en 1854, il fut tout à coup révoqué de ses fonctions, par suite de l'hostilité de certaines personnes que son influence offusquait. »

## Fondation de la Société des lettres, sciences et arts de l'Aveyron

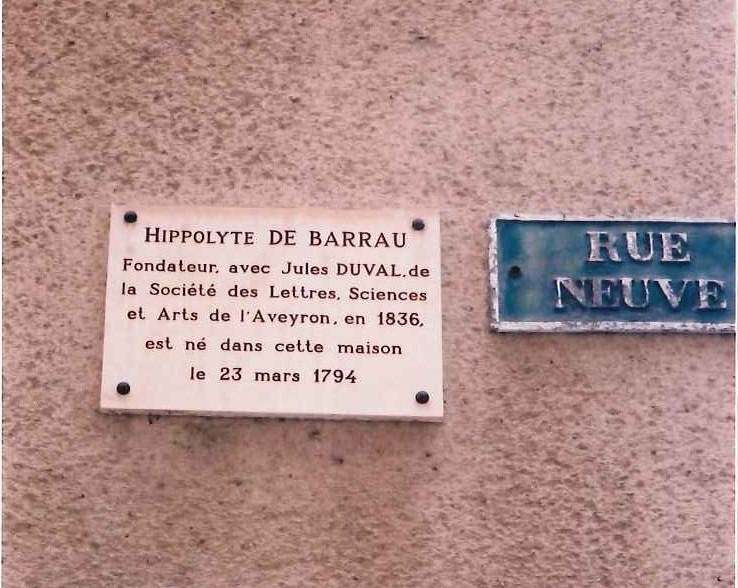
À Rodez.

En 1836 il propose la création d'une société savante qui aura pour nom la Société des lettres, sciences et arts de l'Aveyron,,. Il en est l'un des fondateurs, avec quelques autres notables aveyronnais dont Jules Duval, et le président jusqu’à sa mort en 1863. Il fait dans une lettre le commentaire suivant sur sa participation à cette société savante : « J'ai mené à bonne fin une assez grande entreprise : c'est la formation d'une société littéraire, scientifique et industrielle, composée des hommes distingués de toutes les opinions, tels monsieur de Bonald, monsieur de Gaujal, le général Tarayre, l'évêque de Rodez, Girou de Buzareingues, monsieur de Guizard, etc., et qui m'a élu pour président le 7 février dernier. Cette combinaison d'éléments hétérogènes est un assez joli coup de force. »

## Historien, généalogiste, mémorialiste

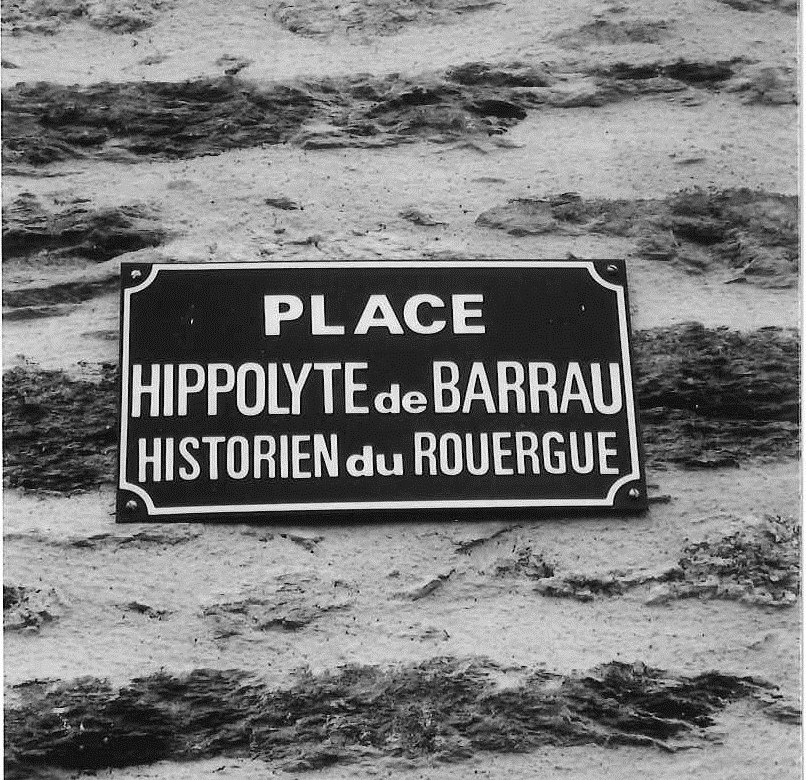
À Carcenac-Salmiech.

Parmi ses manuscrits et études sur des sujets divers, les sciences historiques prennent une large place. Ses principaux travaux sont :
- Étude relative à l'histoire du corps des carabiniers (étude inachevée)
- Du monde invisible ou recherches sur les faits d'un ordre surnaturel
- Mémoires privés d'un Ruthénois. Sur ce manuscrit, deux témoignages : « Hippolyte de Barrau a laissé des souvenirs qui, publiés longtemps après sa mort dans le Journal de l'Aveyron, en 1900 et 1901, n'ont malheureusement pas été édités en volume. Ils ont pour titre Mémoires privés d'un Ruthénois. Eux aussi constituent une source précieuse pour l'histoire de l'Empire et de la Restauration dans notre province. (...). Nous y trouvons un tableau vivant de la société ruthénoise depuis les beaux jours de l'Empire, avec des anecdotes savoureuses, le rappel discret de plus d'une intrigue galante, des portraits piquants, des souvenirs politiques. Il serait très souhaitable que cette œuvre fût reprise et publiée avec une annotation critique. Elle n'a rien perdu de son attrait et de son utilité documentaire. »[19]. « (...) précieux témoignage de cette époque écrit par un jeune officier demeuré profondément royaliste (...). »[20]

## Publications
- Ordres équestres. Documents sur les Ordres du Temple et de Saint-Jean-de-Jérusalem en Rouergue, suivis d'une notice historique sur la Légion-d'Honneur et du tableau raisonné de ses membres dans le même pays
- L'Époque révolutionnaire en Rouergue. Étude historique (1789-1801). Ouvrage préparé en collaboration avec son frère Eugène de Barrau, repris et publié par leur neveu Fernand de Barrau
- Documents historiques et généalogiques sur les familles et les hommes remarquables du Rouergue dans les temps anciens et modernes, publié en 4 volumes, entre 1853 et 1860, réédité en 1972 par les éditions du Palais royal et en 2009 par la Société des sciences, arts et belles lettres du Tarn

## Mandats politiques
- Conseiller général des cantons réunis de Cassagnes-Bégonhès et de Réquista (1833, 1839, 1848)
- En 1834, il se porte candidat à l'élection des députés à Rodez, mais il est battu au 2e tour par Raymond Merlin (1767-1839), maire de Rodez.
- Maire de Salmiech (1843 - révoqué en 1848)

## Autres fonctions et activités
- Membre et président de divers groupements et instances au sein du département de l'Aveyron : fondateur et président du comice agricole de Cassagnes-Bégonhès en 1842 ; président du comice vinicole de Marcillac ; vice-président de la commission hippique du département de l'Aveyron ; etc.[21]
- Capitaine commandant de la garde nationale de la commune de Salmiech (1830, 1834, 1837, 1840, 1848)[11]
- Il fait partie du comité des sept membres investis de la mission de rétablir l'ordre dans l'arrondissement de Rodez (novembre 1848)[11]
- Il est membre de diverses sociétés savantes : membre fondateur et premier président de la Société des lettres, sciences et arts de l'Aveyron, membre de l'Institut des provinces, des sociétés savantes et des congrès scientifiques[22], membre de la Société centrale d'agriculture de l'Aveyron[23], etc.
- Il contribue avec son frère, Adolphe de Barrau, à la rédaction d'un Catalogue des plantes collectées en Aveyron[24]

## Distinctions
- Chevalier de la Légion d'honneur (1849, à titre civil)[11]
- Médaille de Sainte-Hélène (1857)

## Hommages
- À Rodez, rue Neuve, sur le mur de la maison natale d'Hippolyte de Barrau, une plaque commémorative a été apposée : Hippolyte de Barrau, fondateur avec Jules Duval de la Société des lettres, sciences et arts de l'Aveyron en 1836, est né dans cette maison le 23 mars 1794[25].
- Par délibération du conseil municipal de la ville de Rodez en date du 12 décembre 2005 a été inaugurée au lieu-dit Conque Saint-Jean (ou Val Saint-Jean), quartier de Saint-Félix-La Gineste, l'avenue Hippolyte de Barrau[26].
- À Carcenac, face à l'église du village, se trouve la place Hippolyte de Barrau, historien du Rouergue.

## Pour approfondir